# Liste der Stehenden Heere der Frühen Neuzeit
Stehende Heere wurden in der Frühen Neuzeit von den sich herausbildenden Territorialstaaten vor allem als Reaktion auf die mangelnde Kontrollierbarkeit von Söldnerheeren aufgestellt. Gab es im 16. Jahrhundert noch Mischformen, so hatten stehende Truppen erst nach dem Dreißigjährigen Krieg nachhaltigen Bestand. Nachdem die Obristen als Söldnerführer entmachtet waren, wurden Angehörige der Fürsten- und Adelsfamilien zu Regimentschefs und gaben den Regimentern ihre Namen und führten sie wirtschaftlich. In langsamen und schwer datierbaren Schritten bildeten sich aus mehreren Regimentern stehende Truppen und stehende Heere („Kriegsvölker“).
Erst im 18. Jahrhundert führte man erste Stammlisten mit Regimentsnummern. Die nachfolgende Liste gibt einen Überblick über diejenigen Territorien, die seit dem 15. Jahrhundert über stehende Regimenter verfügten. Sie bietet einen Einstieg in die Regimenter der Frühen Neuzeit, deren Eigenständigkeit innerhalb der jungen Territorien eine wichtige Determinante darstellte.

## Dänemark und Norwegen mit Oldenburg und Holstein
Das frühneuzeitliche stehende Heer Dänemarks entwickelte sich Anfang des 17. Jahrhunderts zunächst aus deutschen und dänischen Regimentern. Die deutschen Regimenter resultierten aus den dänischen Besitzungen im Heiligen Römischen Reich (Grafschaft Oldenburg und Herzogtum Holstein). Auch war Dänemark durch Personalunion mit Norwegen verbunden.
- Liste der dänischen Regimenter der Frühen Neuzeit
- Die oldenburgischen Regimenter der dänischen Armee

## Großbritannien: England/Schottland/Irland
→ siehe Hauptartikel Geschichte der British Army
Die Anfänge der Geschichte des britischen stehenden Heers sind relativ unbekannt. Vor allem mit der Wiederkehr der Stuarts (1603) findet man exakte und nachhaltige Angaben über die Aufstellungen von stehenden Truppen. Bis zum Act of Union 1707 waren die Etats der Regimenter in England, Schottland und Irland getrennt. Sie wurden dann für England und Schottland zusammengefasst. Noch im 21. Jahrhundert führen britische Regimenter ihre Tradition bis auf das 17. Jahrhundert zurück.
- Liste der britischen Infanterieregimenter der Frühen Neuzeit
- Liste der britischen Kavallerieregimenter der Frühen Neuzeit

## Frankreich
Die ältesten stehenden französischen Regimenter reichen auf das Ende des 16. Jahrhunderts zurück. Der größte Zuwachs an neu aufgestellten Regimentern geschah in der Zeit des Eintrittes Frankreichs in den Dreißigjährigen Krieg 1635 (über 135 Regimenter). Aber auch im zunehmend absolutistisch geführten Frankreich wurden Regimenter immer wieder aufgelöst. Die von der Französischen Revolution übernommenen Regimenter wurden größtenteils unter Ludwig XIV. zunächst im Holländischen Krieg und vor allem während des Spanischen Erbfolgekrieges aufgestellt (über 100). Ludwig XIV. kann als der eigentliche Begründer des Stehenden Heeres angesehen werden, mit Vorbildfunktion für die meisten europäischen Territorien.
- Liste der französischen Infanterieregimenter der Frühen Neuzeit
- Liste der französischen Kavallerieregimenter der Frühen Neuzeit

siehe auch: Königlich französische Fremdenregimenter • Haustruppen des Königs von Frankreich

## Heiliges Römisches Reich
Das Heilige Römische Reich deutscher Nation hatte kein stehendes Heer. Truppen des jeweiligen Kaisers und die Reichsarmee waren die Träger der schwachen Zentralgewalt des frühneuzeitlichen Staatengebildes. Mit zunehmender Souveränität der deutschen Fürsten stellten diese eigene stehende Heere auf, oftmals nur aus repräsentativen Gründen, meist aber zum Ausbau ihrer eigenen territorialen Unabhängigkeit. Der Einsatz dieser Haustruppen erfolgte oft innerhalb der Reichsarmee. Verpflichtungen der Reichsverfassung wurden so zwar erfüllt, leiteten aber die Auflösung des militärischen Reichbandes ein. Denn zunehmend wandten sich Fürsten deutscher Teilstaaten mit ihren Haustruppen gegen innerdeutsche Rivalen. Prominentestes Beispiel ist Preußen während des Österreichischen Erbfolgekrieges und des Siebenjährigen Krieges. Gerade die antikaiserliche Politik Preußens leitete auch militärisch das Ende des Heiligen Römischen Reiches ein. Die kaiserlichen Truppen wurden mehr und mehr Territorialtruppen Österreich-Ungarns. Die Reichsarmee verlor gänzlich an Reputation.

### Reichsarmee
Die Reichsarmee war das Heeresaufgebot des Heiligen Römischen Reiches. Es war unmittelbares Machtinstrument des Reiches und wurde vom Reichstag aufgeboten. Sie diente sowohl als Instrument der Reichsexekution nach innen als auch zur Verteidigung des Reiches nach außen. Sie ist nicht gleichzusetzen mit der kaiserlichen Armee. Als Stehendes Heer konnte die Reichsarmee nur eingeschränkt angesehen werden. Vor allem der schwäbische und fränkische Reichskreis boten kontinuierliche Truppenstrukturen. Der burgundische und der österreichische Reichskreis hatten militärisch keine Bedeutung.
- Liste der Regimenter des bayerischen Reichskreises
- Liste der Regimenter des fränkischen Reichskreises
- Liste der Regimenter des kurrheinischen Reichskreises
- Liste der Regimenter des niederrheinisch-westfälischen Reichskreises
- Liste der Regimenter des niedersächsischen Reichskreises
- Liste der Regimenter des oberrheinischen Reichskreises
- Liste der Regimenter des obersächsischen Reichskreises
- Liste der Regimenter des schwäbischen Reichskreises

### Kaiserliche Armee („königlich-ungarisch“, „österreichisch“)
Als „Kaiserliche“ bezeichnete man über Jahrhunderte die Soldaten des römisch-deutschen Kaisers in der Frühen Neuzeit. Sie waren nicht mit der Reichsarmee gleichzusetzen. Meist waren Kaiserliche die von den habsburgischen Kaisern gestellten Truppen und werden in der Literatur auch als Österreich(-Ungarn) bezeichnet. In der kurzen Zeit des bayerischen Kaisers Karl VII. (1742–45) wurden die habsburgischen Truppen meist als „königlich-ungarisch“ bezeichnet. Nach Wiedererlangung der Kaiserwürde wurde zunehmend von „kaiserlich-königlich“ gesprochen. Durch die Schwächung des Reiches sprach man umgangssprachlich vermehrt von „österreichischen“ Truppen.
- Liste der Infanterieregimenter der kaiserlich-habsburgischen Armee der Frühen Neuzeit
- Liste der Kavallerieregimenter der kaiserlich-habsburgischen Armee der Frühen Neuzeit

### Kurbrandenburg/Preußen
Preußen stieg im 18. Jahrhundert zur fünften europäischen Großmacht auf und galt im Heiligen Römischen Reich als wichtigste Macht nach der Habsburgermonarchie. Die Anfänge seines stehenden Heeres gehen auf den Großen Kurfürsten Friedrich Wilhelm zurück. Die Großmachtstellung verdankte Preußen vor allem seinem überproportional großen stehenden Heer, das von König Friedrich Wilhelm I. aufgebaut wurde.
Die nachfolgenden Listen enthalten die Regimenter der 1806/07 im Krieg mit Frankreich untergegangenen Armee. Nur wenige Regimenter überstanden die Kapitulationen und sonstigen Ereignisse.
- Liste der Infanterieregimenter der altpreußischen Armee
- Liste der Kavallerieregimenter der altpreußischen Armee
- Liste altpreußischer Artillerieregimenter
- Liste der technischen und rückwärtigen Truppen der altpreußischen Armee mit Marine
- Liste der Grenadierbataillone der altpreußischen Armee
- Liste der Frei-Truppen und Milizen der altpreußischen Armee

### Mittlere deutsche Fürstentümer
- Kursachsen: Liste der kursächsischen Regimenter der Frühen Neuzeit
- Kurbayern (1742–45 „kaiserlich“): Liste der kurbayerischen Regimenter der Frühen Neuzeit
- Kurpfalz: Liste der kurpfälzischen Regimenter der Frühen Neuzeit
- Kurpfalz-Bayern: Liste der kurpfalzbayerischen Regimenter der Frühen Neuzeit
- Kur-Braunschweig-Lüneburg: Liste der kur-braunschweig-lüneburgischen Regimenter
- Böhmen: Liste der böhmischen Regimenter der Frühen Neuzeit
- Braunschweig-Wolfenbüttel: Liste der braunschweig-wolfenbüttelschen Regimenter der Frühen Neuzeit
- Hessen-Kassel: Liste der hessen-kasselschen Regimenter der Frühen Neuzeit
- Württemberg: Liste der württembergischen Regimenter der Frühen Neuzeit → Württembergische Armee
- Baden: Badische Armee

### Kleinere deutsche Fürstentümer
- Liste der Regimenter und Einheiten der Kleinstaaten des Heiligen Römischen Reiches

Enthält: Kurmainz, Kurtrier, Kurköln, Anhalt, Ansbach-Bayreuth, Baden, Bamberg, Hanau, Hessen-Darmstadt, Hildesheim, Holstein-Gottorf, Lothringen, Lüttich, Magdeburg, Mecklenburg, Münster, Nassau, Oldenburg, Osnabrück, Ostfriesland, Paderborn, Pfalz-Neuburg, Pfalz-Zweibrücken, Pommern, Sachsen-Coburg, Sachsen-Eisenach, Sachsen-Gotha, Sachsen-Hildburghausen, Sachsen-Meiningen, Sachsen-Weimar, Salzburg, Schaumburg-Lippe, Schwarzburg und Reuss, Speyer, Waldeck, Würzburg

### Reichsstädte
- Liste der Regimenter der Reichsstädte des Heiligen Römischen Reiches

Enthält: Braunschweig, Bremen, Frankfurt am Main, Hamburg, Köln, Lübeck, Nürnberg

### Kurzfristige Bündnisse mit stehenden Regimentern
- Rheinischer Bund 1651–1668 Liste der Regimenter des Rheinischen Bundes
- Katholische Liga 1609–1635 Liste der Regimenter der Katholischen Liga
- Protestantische Union 1608–1621 Liste der Regimenter der Protestantischen Union
- Peter Ernst II. von Mansfeld Söldnerführer 1610–1626: Liste der Mansfelder Söldnertruppen
- Christian von Braunschweig-Wolfenbüttel Söldnerführer 1621–1625: Liste der Halberstädter Söldnertruppen
- Schmalkaldischer Bund 1531–1546: Liste der Regimenter des Schmalkaldischen Bundes

## Neapel
- Liste der neapolitanischen Regimenter der Frühen Neuzeit

## Republik der Sieben Vereinigten Provinzen („Republikanische Niederlande“)
Von 1581 bis 1795 bestand in den nördlichen Niederlanden die eigenständige Republik der Sieben Vereinigten Provinzen, die eines der frühesten Stehenden Heere hervorgebracht hat.
- Liste der Regimenter der Republik der Sieben Vereinigten Provinzen

## Osmanisches Reich
→ siehe auch Osmanische Armee
- Liste der osmanischen Regimenter der Frühen Neuzeit

## Polen
- Liste der polnischen Regimenter der Frühen Neuzeit

## Portugal
- Liste der portugiesischen Regimenter der Frühen Neuzeit

## Russland
→ siehe Hauptartikel Kaiserlich Russische Armee
- Liste der russischen Infanterie-Regimenter der Frühen Neuzeit
- Liste der russischen Kavallerie-Regimenter der Frühen Neuzeit

## Savoyen & Sardinien/-Piemont
- Liste der savoyischen und sardinischen Regimenter der Frühen Neuzeit

## Schweden
- Liste der schwedischen Regimenter der Frühen Neuzeit

## Schweiz
Die Schweiz stellte stehende Regimenter vor allem in die Dienste anderer Staaten, vor allem Frankreich, Venedig, Savoyen-Sardinien aber auch für Spanien, für den Kaiser und die Niederlande
- Liste der Schweizer Fremdenregimenter der Frühen Neuzeit

## Spanien
- Liste der spanischen Regimenter der Frühen Neuzeit

## Venedig
- Liste der venezianischen Regimenter der Frühen Neuzeit

## Vereinigte Staaten von Amerika / Dreizehn Kolonien
→ siehe Hauptartikel Kontinentalarmee
Die Amerikanische Unabhängigkeitsbewegung markierte noch vor der Französischen Revolution den Anfang vom Ende der alten staatlichen und gesellschaftlichen Ordnung der Frühen Neuzeit. Dennoch wurden die Regimenter weitestgehend ab 1775 noch im alten Stil aufgestellt und können – mit Abstrichen – als Stehendes Heer europäischer Prägung bezeichnet werden. Die Kontinentalarmee wurde 1783 wieder aufgelöst. Erst 1784 wurde die US-Armee gegründet.
- Liste der Regimenter der amerikanischen Kontinentalarmee

## Europäische Kleinstaaten
- Danzig
- Genua